# Рубинштейн, Дмитрий Леонович
Дмитрий Леонович (Львович) Рубинштейн (1876, Житомир — 1937, Париж) — петербургский банкир, приближенный Распутина. Адвокат, биржевой делец, масон, основатель и распорядитель Русско-французского банка в Петербурге, член правления Санкт-Петербургского частного коммерческого банка (1907—1908), директор правления общества Петро-Марьевского и Варвароплесского объединения каменноугольных копей, страхового общества «Якорь» и многих других. Владел значительной частью акций газеты «Новое время». Кредитовал правительство Николая II.
Окончил факультет права Харьковского университета и получил степень кандидата юридических наук.
Один из самых известных представителей финансовых кругов, сложившихся в Петрограде в годы Первой мировой войны, в обществе был известен как «Митька» Рубинштейн. Дело банкира Рубинштейна было единственным случаем, когда попавший под следствие коррупционер был защищен из личных (по одной из версий) интересов царской семьи. Познакомился в Распутиным, по-видимому, в 1914 г., когда Распутин кутил в гостях у Рубинштейна в принадлежавшем ему доме Нирнзее. Субсидировал Распутина, пытался через него получить для себя чин действительного статского советника, чтобы обеспечить себе неприкосновенность от уголовного преследования. Однако в феврале или в марте 1916 г. Распутин запретил принимать Рубинштейна, после чего (10 июля 1916 г.) Рубинштейн был арестован по подозрению в пособничестве неприятелю и выслан в Псков.
Его деятельность стала предметом расследования специально созданной для этого комиссии генерала Н. С. Батюшина. Рубинштейну инкриминировались: продажа русских процентных ценных бумаг, находившихся в Германии, через нейтральные страны во Францию; продажа акций общества «Якорь» германским предпринимателям; взимание высоких комиссионных за сделки по русским заказам, выполнявшимся за границей, и пр. — неизвестно, что из этих обвинений было доказано следствием.
Вместе с тем, в ряде исследований указывается, что «дело Рубинштейна» было инспирировано с целью рейдерского захвата «Русско-французского банка» и явилось отражением борьбы крупнейших бизнес-групп России.
В сентябре 1916 г. Александра Фёдоровна настаивала на ссылке Рубинштейна в Сибирь; и только позднее императрица ходатайствовала перед супругом о смягчении участи Рубинштейна ввиду его тяжёлой болезни. По настоянию Александры Федоровны он освобожден 6 декабря 1916 года. По одной из версий, её заступничество объяснялось тем, что через Рубинштейна она тайно передавала в Германию деньги своим обнищавшим немецким родственникам, которые были лишены Вильгельмом II с начала войны всех источников дохода. Версия передачи Александрой Федоровной денег немецким родственникам осталась недоказанной ни Чрезвычайной следственной комиссией Временного правительства, ни впоследствии большевиками.
В 1916 году Д.Л. Рубинштейном был приобретен доходный дом на 12-й линии Васильевского острова. Этот дом был оформлен на супругу Рубинштейна. Это шестиэтажное здание позже было отдано Рубинштейном под лазарет.
После Октябрьской революции семья эмигрировала, отправившись в Швецию, Германию и Францию. После смерти Д.Л.Рубинштейна его вдова и сын стали жить в США,

## Семья
Жена — Стелла Генриховна (Эстелла, Эстер Соломоновна) Рубенштейн (1878, Одесса—1958, Нью-Йорк, США)
- Сын — Сергей Дмитриевич Рубинштейн (1908, Санкт-Петербург—1955, США), окончил Кембриджский университет, получив степень по экономике.

Согласно воспоминаниям академика Д. С. Лихачёва, в предреволюционные годы (1914—1915) он учился в петроградской гимназии вместе с сыном Д. Л. Рубинштейна. Несмотря на высокое положение отца-банкира, его сын строго соблюдал все правила гимназического распорядка и этики: приезжая в гимназию на автомобиле (что было неслыханной роскошью в то время), он, тем не менее, оставлял автомобиль за два квартала до гимназии и шел дальше пешком, чтобы не показывать превосходства перед остальными гимназистами.

## В искусстве
- Д.Л.Рубинштейн описан в романе А.Н. Толстого «Черное золото», в романе «Нечистая сила» В.С.Пикуля, в книге «200 лет вместе» А.И. Солженицына.
- Упоминается в романе Леонида Леонова "Русский лес"
- В фильме «Агония» в роли банкира Рубинштейна — Георгий Тейх.